# Pesce Peninsula
Pesce Peninsula är en udde i Antarktis. Den ligger i Västantarktis. Chile och Storbritannien gör anspråk på området.
Terrängen inåt land är kuperad norrut, men söderut är den platt. Trakten är obefolkad. Det finns inga samhällen i närheten.